# World Team Challenge 2012
Il World Team Challenge 2012 si è svolto il 29 dicembre alla Veltins-Arena di Gelsenkirchen.
La competizione si articola in due fasi: una prima gara in mass start e una seconda gara di inseguimento, con distacchi dimezzati. 

## Risultati
| Pos | Atleti                                | Nazione            | Tempo   |
| --- | ------------------------------------- | ------------------ | ------- |
| 1   | Anton Schipulin e Jekaterina Jurlowa  | Russia             | 32:24,0 |
| 2   | Martin Fourcade e Marie Dorin-Habert  | Francia            | +0:07,3 |
| 3   | Lars Helge Birkeland e Fanny Horn     | Norvegia           | +0:08,0 |
| 4   | Andreas Birnbacher e Andrea Henkel    | Germania I         | +0:14,7 |
| 5   | Jakov Fak e Teja Gregorin             | Slovenia           | +0:24,0 |
| 6   | Michael Greis e Franziska Hildebrand  | Germania II        | +0:42,6 |
| 7   | Carl Johan Bergman e Kaisa Mäkäräinen | Svezia e Finlandia | +0:44,9 |
| 8   | Serhij Sednjew e Wita Semerenko       | Ucraina            | +0:48,7 |
| 9   | Niklas Homberg e Laura Dahlmeier      | Germania III       | +2:19,7 |
| 10  | Tim Burke e Susan Dunklee             | Stati Uniti        | +2:34,7 |